# ハインリヒ74世・ロイス・ツー・ケストリッツ
ハインリヒ74世・ロイス・ツー・ケストリッツ（Prinz Heinrich LXXIV. Reuß zu Köstritz, 1798年11月1日 - 1886年2月22日）は、ドイツの貴族、地主、政治家。

## 生涯
ロイス＝ケストリッツ伯ハインリヒ9世（ハインリヒ24世の息子）の息子の1人ハインリヒ44世（1753年 - 1832年）とその2番目の妻の男爵令嬢アウグステ・リーゼデル・ツー・アイゼンバッハ（1771年 - 1805年）の間の4人目の子として生まれた。異母兄ハインリヒ63世の直系が、現在のロイス家家長を継いでいる。ハインリヒ74世はハイデルベルクとベルリンの大学で法学を学び、1818年学生組合アルテ・ハイデルベルガー・ブルシェンシャフトの組合員となり、1820年より同組合の幹部となった。学業を終えると、ノイホーフ、イェンケンドルフ、ブルカースドルフ及びカーナの所領を経営した。終身のプロイセン貴族院議員も務めた。

## 子女
1825年3月14日、ヴァイスシュタインで伯爵令嬢クレメンティーネ・フォン・ライヒェンバッハ＝ゴシュッツ（1805年 - 1849年）と最初の結婚をし、間に2人の子をもうけた。
- マリー・ヘンリエッテ・アウグステ・レオポルディーネ・エルネスティーネ・エリーザベト（1826年 - 1843年）
- ハインリヒ9世（1827年 - 1898年） - 1852年男爵令嬢アンナ・フォン・ツェトリッツ・ウント・ライペと結婚

1855年9月13日、イルゼンブルクで、伯爵令嬢エレオノーレ・ツー・シュトルベルク＝ヴェルニゲローデ（1835年 - 1903年）と再婚した。エレオノーレはドイツ帝国副宰相を務めたオットー・ツー・シュトルベルク＝ヴェルニゲローデ侯爵の姉であり、歌曲作詞者・詩人として活動した。彼女との間に4人の子をもうけた。
- ハインリヒ25世（1856年 - 1911年） - 1886年伯爵令嬢エリーザベト・ツー・ゾルムス＝ラウバッハと結婚
- マリー・クレメンティーネ（1858年 - 1929年）
- エンマ・エリーザベト（1860年 - 1931年） - 1884年ロイス＝ケストリッツ侯ハインリヒ24世と結婚
- アンナ・ヘレーネ（1864年 - 1879年）
- ハインリヒ31世（1868年 - 1929年） - 1918年イルゼ・ゲルゲスと貴賤結婚、ホーエンロイベン侯子（Prinz von Hohenleuben）に改姓